# Upplands runinskrifter 81
Runinskrift U 81 är en ofullbordad runhäll som ligger nära U 80 i Sundby, Spånga socken och Stockholms kommun i Uppland.

## Hällen
U 81 ligger ett tiotal meter nordväst om U 80. Den är en ofullbordad runhäll som inte kan vara gjord av samma erfarne runmästare som skapade U 80. Slingan är ojämn och i smalaste laget för att rymma en runtext och linjerna är mycket grunda och svåra att få syn på. Ornamentiken är inte färdigställd och inskriften är bara påbörjad. Det enda som går att läsa är mansnamnet Ärnmund i runslingans början.

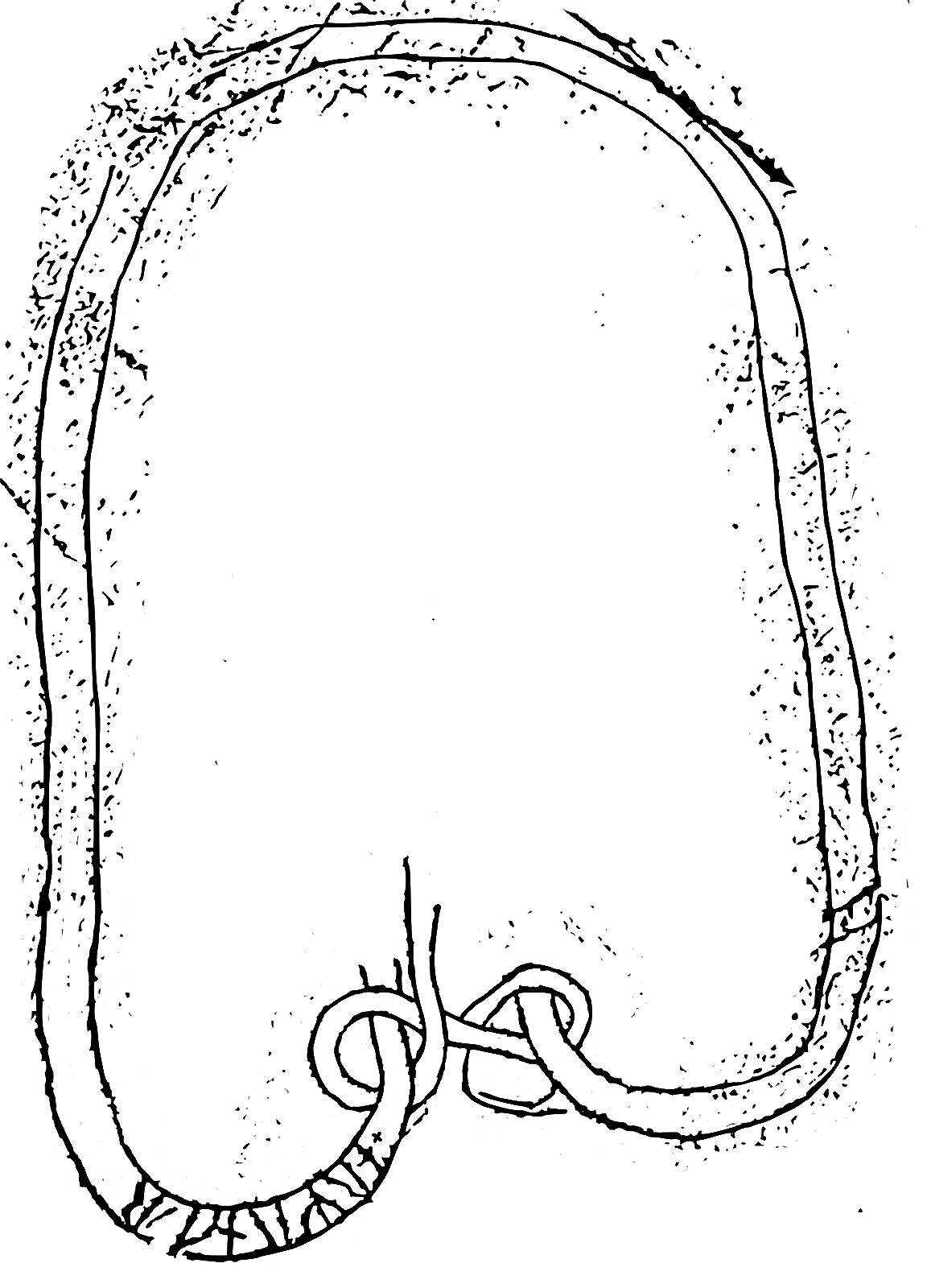
Upplands runinskrifter 81

## Inskriften
Translitterering av runraden:
+ ermuntr
Normalisering till runsvenska:
Ærnmundr.
Översättning till nusvenska:
Ärnmund